# Мишівка степова
Мишівка степова (Sicista subtilis) — один з 13 видів, що представляють рід Мишівка (Sicista). Раритетний вид, занесений до Червоної книги України та інших природоохоронних документів.

## Опис
Найбільш видною характеристикою є темна смуга по центру спини, яка межує з двома вузькими яскравими смугами з обох сторін. Довжина голови й тіла від 56 до 72 мм, з хвоста від 110 до 130% від довжини тіла, ступня — 13–15,5 мм. Колір підшерстя сіро-коричневий. Відмінності від мишівки донської та мишівки південної вкрай незначні.

## Середовище проживання
Країни поширення: Болгарія, Угорщина, Казахстан, Румунія, Росія, Сербія, Словаччина, Україна. Раніше жив у Австрії, але тепер регіонально вимер (останній запис у 1960 році. В Україні поширений від Пд. Бугу на сх. до Дінця в межах степової і лісостепової зон, включаючи Крим. У межиріччі Бугу і Дністра вид, ймовірно, зник. Мешканець цілинних ділянок різнотравнотипчаково-ковилових, злаково-полинових і псамофітних степів, схилів ярів і приозерних улоговин, узлісь байрачних лісів, заростей степових чагарників.

## Поведінка, відтворення
Зимосплячий вид, веде норовий спосіб життя з сутінковою активністю. Належить до насінно-комахоїдних тварин. Тваринні корми складають 40–70%. З рослинних кормів надає перевагу плодам і насінню трав.
Статева зрілість настає у 1-й рік життя, плодить 1–2 рази на рік, у приплоді 3–5 малят. Тривалість життя 1–2 роки.

## Охорона
На більшій частині ареалу стан природних популяцій виду залишається більш-менш стабільним. Саме тому він, згідно Червоного списку МСОП, отримав охоронну категорію «відносно благополучний вид». Але в окремих регіонах спостерігається тенденція до зниження чисельності популяції виду. Тому мишівка степова занесена до Європейського Червоного списку (охоронна категорія: вид, близький до стану загрози зникнення), Резолюції 6 Бернської конвенції, для яких Україна створює Смарагдову мережу, а також до Додатку II цієї ж конвенції (охоронна категорія: види фауни, що підлягають особливій охороні), а також до Директиви Європейського Союзу 92/43/ЄС «Про збереження природних оселищ та видів природної фауни і флори» (Додаток II. Види рослин і тварин, що становлять особливий інтерес для Європейського Союзу, збереження яких потребує створення територій особливої охорони. Додаток IV. Види рослин і тварин, що становлять особливий інтерес для Європейського Союзу, які потребують суворих заходів охорони).
Вид занесений до Червоної книги України на підставі тенденції до скорочення ареалу, фрагментації оселищ і дуже низької чисельності (охоронна категорія: «рідкісний вид»). Вид чутливий до втрати степового середовища існування й використання пестицидів. Вид занесений також до Червоної книги Румунії й охороняється національним законодавством. Мешкає в ряді природоохоронних територій.